# Municipio de Butler (condado de Sanborn)
El municipio de Butler (en inglés: Butler Township) es un municipio ubicado en el condado de Sanborn en el estado estadounidense de Dakota del Sur. En el año 2010 tenía una población de 247 habitantes y una densidad poblacional de 2,64 personas por km².

## Geografía
El municipio de Butler se encuentra ubicado en las coordenadas 43°53′40″N 98°1′52″O / 43.89444, -98.03111. Según la Oficina del Censo de los Estados Unidos, el municipio tiene una superficie total de 93.69 km², de la cual 93,68 km² corresponden a tierra firme y (0 %) 0 km² es agua.

## Demografía
Según el censo de 2010, había 247 personas residiendo en el municipio de Butler. La densidad de población era de 2,64 hab./km². De los 247 habitantes, el municipio de Butler estaba compuesto por el 98,79 % blancos y el 1,21 % eran de una mezcla de razas. Del total de la población el 0 % eran hispanos o latinos de cualquier raza.